# Irisbus Citybus 18M
Irisbus Citybus 18M (ve Francii Irisbus Agora L, dříve Renault Agora L) je model městského kloubového nízkopodlažního autobusu, který vyráběla společnost Karosa Vysoké Mýto společně s francouzským podnikem Renault v rámci koncernu Irisbus. Tato verze, odvozená ze standardního autobusu Irisbus Citybus 12M, byla v Česku vyráběna v letech 2001 až 2005, produkce těchto vozů ve Francii byla zahájena již v 90. letech 20. století.

## Konstrukce
Kloubová verze Citybusu, Citybus 18M (číslo značí přibližnou délku v metrech), konstrukčně vychází ze standardního vozu Citybus 12M. Jedná se o třínápravový nízkopodlažní autobus s polosamonosnou karoserií, která byla nejdříve smontována do skeletu a poté prošla ošetřením proti korozi (kataforéza), olakováním a oplechováním. Karoserie se skládá ze dvou částí, které jsou navzájem spojeny kloubem a krycím měchem. Spodek vozu je svařen z ocelových podélníků a příček, bočnice a střecha jsou vyrobeny ze svařených tažených uzavřených profilů a jsou oplechovány. Přední čelo autobusu je z uzavřených profilů, které jsou pokryty plechem a plastem, zadní čelo tvoří jeden sklolaminátový panel. Motor a převodovka jsou umístěny v mohutné zadní části, zadní náprava je hnací. Okna jsou lepená, pouze přední sklo je uchyceno v gumovém profilu. V pravé bočnici se nacházejí čtvery dvoukřídlé skládací dveře, v každém článku vždy dvoje. Prostor pro kočárek je umístěn u druhých a třetích dveří. Sedačky pro cestující jsou plastové čalouněné. Výška podlahy je v celém předním článku a u třetích dveří 320 mm nad vozovkou, v zadní části zadního článku pak postupně přechází až na 550 mm. Nástupní výšku může řidič ještě snížit pomocí tzv. kneelingu.
V roce 2004 byl interiér vozu zmodernizován. Kloubová varianta Citybusu byla vyráběna také ve verzi CNG (pohon zemním plynem). Karoserie Citybusu 18M byla také použita pro prototyp trolejbusu Škoda 25Tr.

## Výroba a provoz

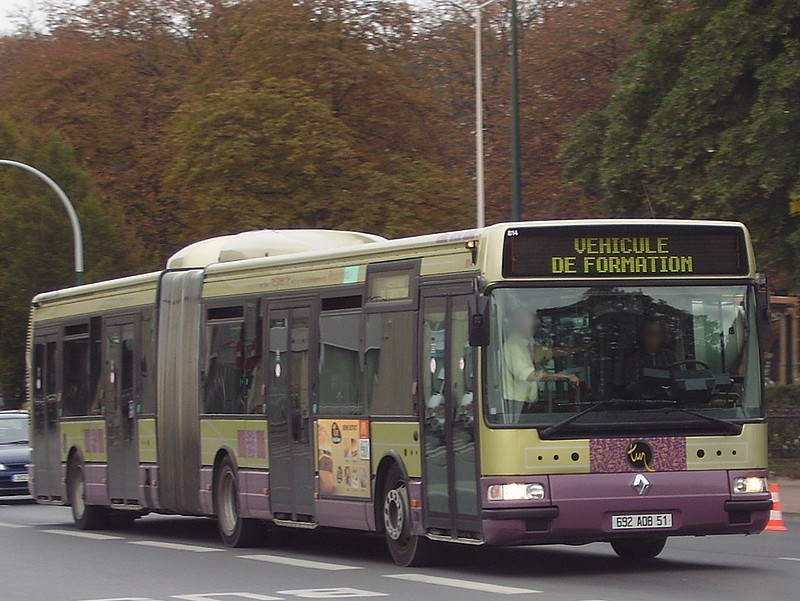
Renault Agora (Citybus) ve francouzské Remeši

Ve Francii byly kloubové Citybusy vyráběny již od 90. let 20. století. První český Citybus 18M opustil brány Karosy v roce 2001, od roku 2002 pak následovala sériová výroba, která byla ukončena roku 2005. Tehdy byl Citybus 18M nahrazen modelem Irisbus Citelis 18M.
V Evropě jezdily Citybusy (resp. Agory) např. v Seville, Budapešti a velkých francouzských městech (Saint-Étienne, Le Mans, Nice, Paříž, Versailles, Remeš, Orléans, Rouen, Elbeuf, Limoges, Châtellerault, Annecy, Dijon).
V Česku byly kloubové Citybusy dodány do Hradce Králové, Tábora, Ústí nad Labem, Zlína a nejvíce do Prahy. Jediný táborský vůz vydržel v provozu do prosince 2018. V Praze byl poslední Citybus 18M (č. 6551) vypraven na linku 140 dne 30. června 2020. Následně ještě proběhla 29. srpna 2020 veřejná rozlučka s typovou řadou Citybus, které se vedle dvanáctimetrových autobusů zúčastnily i osmnáctimetrové vozy č. 6529 a 6530, přičemž první jmenovaný jezdil na lince 180. Část vyřazených pražských vozů zamířila do Mostu a Litvínova, některé zlínské vozy našly uplatnění v Liberci a část královéhradeckých vozů začala jezdit v Libereckém kraji. Na Slovensku byly Citybusy 18M dodány do Prešova a Spišské Nové Vsi.
| Dopravce                   | Počet vozů | Rok výroby | Ev. čísla | Poznámky |
| -------------------------- | ---------- | ---------- | --------- | -------- |
| Comett Plus (Tábor)        | 1          | 2003       | 75        |          |
| DP Hradec Králové          | 5          | 2003–2004  | 268–272   |          |
| DP Praha                   | 53         | 2001–2004  | 6500–6552 |          |
| DP Prešov                  | 3          | 2004       | 354-356   |          |
| Eurobus (Spišská Nová Ves) | 1          | 2003       | 411       |          |
| DP Ústí nad Labem          | 4          | 2002–2004  | 701–704   |          |
| DS Zlín–Otrokovice         | 7          | 2002–2003  | 820–826   |          |

## Historické vozy
- Budapešť (vůz dopravce Budapesti Közlekedési Vállalat)[9]
- soukromá osoba (vůz ex DP Praha ev. č. 6501)[10]
- Martin Majner, Plzeň (vůz ev.č. 196 ex DP Mostu a Litvínova a ex DP Praha ev.č. 6509)[11]
- Martin Oškrobaný, Praha (vůz ev.č. 6511 ex DP Mostu a Litvínova ev.č. 198 a ex DP Praha ev.č. 6511)[12]
- soukromá osoba (vůz ev.č. 6545 ex DP Mostu a Litvínova ev.č. 192 a ex DP Praha ev.č. 6545)[13]
- soukromá osoba (vůz ev.č. 194 ex DP Mostu a Litvínova a ex DP Praha ev.č. 6510)[14]
- soukromá osoba (vůz ev.č. 197 ex DP Mostu a Litvínova a ex DP Praha ev.č. 6501)[15]
- soukromá osoba (vůz DP Hradec Králové ev. č. 272)[16]